# اندیس آهک رباطات (دوران کرتاسه بالایی)
آهک رباطات* یک اندیس مصالح ساختمانی است که در حوالی شهر اردکان استان یزد قرار دارد و مادهٔ معدنی موجود در آن، سنگ آهک است.سنگ میزبان این اندیس آهک است و دیرینگی آن به دوران کرتاسة بالایی می‌رسد.